# Mogens Madsen
Mogens Madsen (født 28. september 1527 i Helsingborg, død 6. marts 1611 i Lund) var en dansk biskop og historiker.
Mogens Madsens forældre, Mads Pedersen og Kirsten Poulsdatter, var borgerfolk. Efter en mangeårig skolegang i Helsingborg, København, Landskrone og atter i København, hvor han under sine sidste skoleår tillige hørte de teologiske professorers forelæsninger, blev han, 19 år gammel, skolemester i Landskrone, og året efter overdrog biskoppen ham tillige at prædike i hospitalet sammesteds; senere fik han også det hverv at prædike i sognekirken. I sit 23. år havde han den ære at holde foredrag på landemodet i Lund, og kort efter kaldedes han af landsdommer Claus Urne til præst i Otterup. Han blev ordineret 16. november 1550, men fratrådte dog først i det følgende Aar sit lærerembede, og indtil videre blev han boende i Landskrone, hvorfra præsteembedet i Otterup nok kunne besørges.
I 1552 blev det overdraget ham at rejse udenlands med Otte Pors, en brodersøn af Stig Pors, stiftslensmand i Lund. Da krigen i Tyskland imidlertid hindrede dem i at gå til Wittenberg, drog de over Holland til Køln, hvor de blev i 3 år; siden vare de 1 1/4 år i Wittenberg, hvor Mogens Madsen især sluttede sig til Melanchthon. Efter hjemkomsten 1556 forblev han i Lund, støttet ved et
kapitelsstipendium, og hjalp den gamle sognepræst, Hans Spandemager, i hans embede, indtil han 1557 blev præst i Borby og Loddekjøbing ved Lund. Men samme år kaldedes han til hofpræst hos prins Frederik, der residerede på Malmøhus, og aflagdes med et vikarie i Lunds kapitel. Til dette trak han sig tilbage, efter at prinsen 1559 var bleven konge.
Imidlertid syslede han med lærervirksomhed. I 1561 blev han rektor ved Lunds Domskole og aflagdes med et kanonikat. Året efter tog han magistergraden, og 1563 blev han lektor i teologien ved Lunds Domkirke, hvorpå han 1564 ægtede Helle, datter af kanniken Henning Albertsen, og efter hendes død (1579) Karine Clemensdatter 1581 (død 1598). Som lektor blev han 1571 tillige provst i Torne Herred. Endelig valgtes han 1589 til biskop i Lund, i hvilken stilling han døde. Nogle år tidligere havde han dels på grund af alderdomssvaghed, dels af hensyn til et meget nærgående angreb, som en jesuit havde rettet imod ham, tænkt på at trække sig tilbage; men hans venner, særlig Sjællands biskop, Peder Vinstrup, overtalte ham dog til at blive.
I sin tid nød Mogens Madsen megen anseelse som en fortræffelig vejleder af ungdommen og en udmærket teolog af Melanchthons skole. Som lektor udfoldede han en dygtig virksomhed, og som biskop gjorde han god fyldest. Han assisterede ved Christian IV's kroning i København 1596 og ved prins Christians valg til tronfølger 1608. Mærkes kan hans ordnede samling af skånske synodalpåmindelser og især hans i trykken udgivne taler ved landemoderne i Lund (1604), der indeholder ikke få gode bidrag til skildring af de kirkelige forhold i hin tid.
Det er dog fortrinsvis som historiker, at Mogens Madsen nu mindes, skønt intet af hans herhen hørende arbejder kom for lyset før i en langt senere tid. Hans hovedværk er Regum Daniæ series, der går fra de ældste tider til Christian III's død og fortjener opmærksomhed ikke blot ved sin flittige samling af efterretninger til de danske kongers historie, men også ved begyndende forsøg på anvendelse af historisk kritik eller sondring mellem kilderne. Den sidste halvdel af skriftet, hvor forfatteren er bedst underrettet, findes udgiven af Rørdam i "Historiske Kildeskrifter", 2. række II.
Episcoporum ecclesiæ Lundensis series, der indeholder gode bidrag til Lunds Stifts kirkehistorie i middelalderen, blev udgiven
1710 af Thomas Bartholin. Begge de nævnte skrifter have afgivet forarbejder for Arild Huitfeldts Danmarks Riges Krønnike. End videre kan mindes Mogens Madsens Civitatum qvarundam Schaniæ brevis descriptio og hans Apologia falsis criminationibus cujusdam Jacobi Schröteri opposita (1606), der indeholder bidrag til kontrareformationens eller den romersk-katolske reaktions historie. Begge disse stykker er trykte i ovennævnte bind af Historiske Kildeskrifter, der også indeholder Mogens Madsens autobiografi.